# Utdrag ur Göteborgs stadsfullmäktiges protokoll
Utdrag ur Göteborgs stadsfullmäktiges protokoll, presenterades första gången 1964 i Göteborgs hembygdsförbunds skriftserie. Utdragen upphörde med 2008 års utgåva. Skribent 1964–1990 var kommunalrådet Alf Hermansson, 1994–1998 överförmyndare Birger Hassel och 2000–2006 museilektor Per-Gösta Rinsell.  

## 1963
24 januari
- I kvarteret Stenhammar vid Götaplatsen skall ett nytt huvudbibliotek uppföras, och till denna kulturbyggnad anslogs 10,4 miljoner.
14 februari
- Optionsavtal träffades mellan staden och The British Petroleum Company Limited (BP) avseende stort oljeraffinaderi vid Syrhåla.
7 mars
- Pontonkranen Chapman blir Sveriges största med en lyftkraft av 215 ton.
28 mars
- Godkändes plan för dimensionering av nytt centralsjukhus vid Smörslottet i Sävenäs.
- 200 000 kronor anslogs till kartläggning av Angereds landskommun och Bergumdelen av Stora Lundby landskommun, 20 000 till översiktskarta för Torslanda landskommun, Tuve landskommun och Säve landskommuner.
25 april
- "Feskekörka" upprustas för 170 000 kronor.
- Stadens förvaltningscentrum skall "i största möjliga mån" förläggas till Västra Nordstaden. Tidigare beslut om Levgrens äng som förläggningsplats upphävdes därmed.
- Staden tillstyrker storstadsutredningens förslag att Angered och Bergum sammanläggas med Göteborg senast den 1 januari 1967. Hisingskommunerna bör under en övergångstid bilda kommunblock med Göteborg. Militära flygfältet i Säve bör flyttas menar staden. Askim bör sammanföras med Göteborg sedan uppgörelse skett med landstinget. Staden vill ej motsätta sig en sammanläggning med Styrsö landskommun om skärgårdskommunen ej har tillräckliga resurser att fortleva i självständighet.
- I Biskopsgårdens nordligaste del skall spårväg, gator och ledningar ställas i ordning för cirka 25 miljoner kronor.
- Avtal slöts med staten om utbyggnad av Torslanda flygplats för 9,4 miljoner. Stadens del utgör 3,5 miljoner jämte gratis mark.
16 maj
- Stadsfullmäktiges 100-årsjubileum firas.
- Stadsfullmäktige godkände enhälligt avtal mellan Göteborgs stad och Stora Lundby landskommun om införlivning av Bergums församling med staden från och med den 1 januari 1967. Åt stadskollegiet uppdrogs att vidta en rad åtgärder för införlivning från och med den 1 januari 1967 av Angereds kommun och Bergums församling.
- Fastighetsnämndens redovisning av markköp godkändes. Under tiden 1/1 1960 till 31/3 1963 hade köpts omkring 41 miljoner kvadratmeter mark för cirka 102 miljoner kronor. Staden ägde därefter omkring 45% av landarealen i Angered och 30% i Bergum.
30 maj
- I Biskopsgården skall Hökegårdsskolan för låg- och mellanstadiet uppföras. Kostnaden beräknas till 2,9 miljoner, 410 500 anslogs till inventarier och undervisningsmaterial.
- Spårvägsstyrelsen får köpa 53 bussar för 7,3 miljoner kronor.
13 juni
- En verkstadsskola skall uppföras i stadsdelen Kvillebäcken för 2 250 000 kronor.
- Egendomen Lilla Änggården med där befintliga lösören donerades till staden av bröderna filosofie doktorn Sven Gren Broberg och kassören Carl Gren Broberg.
27 augusti
- Billdals egendom med Amundön i Askims landskommun inköptes för 5 950 000 kronor.
- Vid Lundby gamla kyrka skall ett nytt ålderdomshem byggas för 3,75 miljoner kronor.
19 september
- Prästgårdsmarken i Örgryte skall bebyggas, och därför anslogs 2 621 000 kronor till gator och ledningar.
- Godkändes förslag till avtal mellan staden och Älvsborgs läns landsting angående införlivning med staden från och med den 1 januari 1967 av Angereds kommun och Bergums församling.
31 oktober
- Egnahemsbyrån beviljades förskott med cirka 4,2 miljoner för att bygga 45 egnahemslägenheter på Kyrkbacken i Utby.
- 70 motorspårvagnar, byggda för högertrafik, skall inköpas för 23,8 miljoner kronor.
- Staden begär att genom expropriation få förvärva rätt att anlägga järnvägstunnel genom Bö, Gårda, Heden, Lunden och Skår. Europaväg 6 genom staden, skall anläggas på den gamla banvallens plats.
14 november
- Till det nya vattenverkets första etapp, anslogs 36 miljoner kronor: råvattenintag och en bergtunnel från Lärjeholm till Lilla Delsjön.
28 november
- Då behovet av skolbyggnader var mycket stort, skulle totalt 15 provisoriska skolpaviljonger uppföras på fem olika platser i staden.
19 december
- Träningshallar och 50-meters utomhus simbassäng skall uppföras för Valhalla idrottscentrum. Beräknad kostnad var 11,15 miljoner.
- En partihandelscentral för trädgårdsprodukter skall anläggas i Olskroken på de så kallade Kodammarna. 5 875 000 kronor anslogs till markinlösen och 11 635 000 kronor till stadens andel i anläggningarna. Resten svarar näringslivet för.
- Förordades att Järnvägsaktiebolaget Göteborg—Särö snarast möjligt kunde upphöra samt överföras på busstrafik.
- Antogs ett förslag till saneringsplan för delar av stadsdelarna Masthugget, Olivedal och Stigberget.

## 1964
5 mars
- Till en pir för tankfartyg vid Hjärtholmen och inseglingsränna till piren, anslås 23 miljoner.
- För inköp av råmark i stadens grannkommuner, beviljas 25 miljoner.
19 mars
- För 4,5 miljoner köper staden Tjolöholms gods i Halland, att användas för fritidsändamål.
- För projektering av en ny kvinnoklinik vid Östra sjukhuset, anslås 700 000 kronor.
16 april
- Backa får en ny skola för alla stadier, och åt Brunnsboskolan anslås 14,8 miljoner. Ekebäcksskolan, en mellan- och högstadieskola, skall anläggas för 11 125 000 kronor.
- Två kajplatser för utförsel av oljeprodukter från BP-raffinaderiet, skall anläggas i Skarvikshamnen till en kostnad av drygt 11 miljoner.
- Hinsholmskilens småbåtshamn skall byggas, och beslut om en första etapp tas med 2,8 miljoner.
14 maj
- Beslut om 23,5 miljoner för att slutföra den sista etappen av ringhuvudledningen och huvudavloppet från nya vattenverket vid Lackarebäck.
- I Åkered ska ett nytt egnahemsområde uppföras, och 14 460 000 kronor anslås till gator och ledningar.
17 juni
- Stadsfullmäktige godkände de villkor som Angereds kommunalfullmäktige ställt för införlivning av kommunen med Göteborg.
- För en hotellbyggnad i kvarteret Opalen, går staden i borgen för lån på 25 miljoner.
1 oktober
- Borgarbrandkåren slopas, och en ny brandordning och organisation av brandförsvaret antages.
- Till en låg- och mellanstadieskola, Västerhedsskolan i Järnbrott, avsattes 5,5 miljoner.
- 17 september
Avtal om tandläkareutbildning i Göteborg, sluts med staten.
1 oktober
- Stadens borgarbrandkår upphör, och en ny brandordning och organisation av brandförsvaret antages.
- 5,5 miljoner kronor avsätts till en ny låg- och mellanstadiumskola, Västerhedsskolan i Järnbrott.   
22 oktober
- Spårvägen fick, utöver de 8,3 miljoner som tidigare avsatts för spårväg till Frölunda centrum, ytterligare 2,3 miljoner samt 5,46 miljoner för linjernas framdragning till Södra Tynnered.
- Beslut om en ny informationstidning, Vårt Göteborg, med 33 ja mot 24 nej. För 1965 skulle tidningen kosta 225 000 kronor.
- Beslutas om Kannebäcksskolan med låg- och mellanstadium, 7,4 miljoner plus 794 000 till inventarier med mera.
- Etapp två av det nya vattenreningsverket vid Lackarebäck beslutades. Kostnad: 30,5 miljoner kronor.
- Nya Åkeredsskolan med låg och mellanstadium för 4,39 miljoner och en ny lågstadieskola i Biskopsgården för 2,05 miljoner, beslutades.
26 november
- Till utbyggnad av Sjöbefälsskolan i Nordstaden, avsattes 1 165 000 kronor.
17 december
- Principbeslut om en ny sopförbränningsanläggning vid Sävenäs.
- 12,2 miljoner till en ny mellan- och högstadieskola i Järnbrott, Flatåsskolan.

## 1965
18 februari
- 12,95 miljoner anslogs till fortsatt sanering av stadens avloppsnät, genom en ny huvudledning i Backa och Tingstadsvassen.
11 mars
- En överenskommelse om kommunal samverkan mellan staden och Askims och Öckerö kommuner, godkändes.
- I Skandiahamnen ska två färjeterminaler byggas för 23,9 miljoner. Samsegling från terminalerna ska ske med rederier från Göteborg, Stockholm, England och Holland. Man kommer dessutom att tillämpa nya metoder för godsbehandling, så kallad Container-hantering.
1 april
- Till en låg- och mellanstadieskola i Biskopsgården anslogs 4,64 miljoner kronor, Landamäreskolan. I Kortedala fick Talldungeskolan för samma stadier 5,58 miljoner.
- Till projektering av nya trafikleder i Angered-Bergum anslogs 4 miljoner.
29 april
- En tjänst som byggnadsantikvarie inrättas vid historiska museet, med uppgift att bland annat inventera stadens kulturhistoriskt värdefulla byggnader.
13 maj
- Stadsplan för Norra Bergsjöområdet antogs, och 13,46 miljoner anslogs till gatuförbindelser och huvudvattenledning för området.
- Låg- och mellanstadieskolan Slottbergsskolan i Rud ska uppföras för 3,69 miljoner.